# مونته‌مارانو
مونته‌مارانو (به ایتالیایی: Montemarano) یک کومونه در ایتالیا است که در استان آولینو واقع شده‌است.

## خصوصیات
مونته‌مارانو ۳۳ کیلومترمربع مساحت و ۳٬۰۳۹ نفر جمعیت دارد و ۸۲۰ متر بالاتر از سطح دریا واقع شده‌است.

## خواهرخوانده
شهر ملپینیانو خواهرخواندهٔ مونته‌مارانو هست.